# Som Energia
Som Energia est une coopérative espagnole de production et de consommation d'énergies renouvelables, elle est particulièrement implantée en Catalogne. Elle possède son siège au sein du Parc scientifique et technologique de l'Université de Gérone. L'organisation à but non lucratif, est fondée le 11 décembre 2010 à Gérone, devenant ainsi la première du genre fondée en Espagne,,,.

## Histoire
Le projet de création débute en novembre 2009, par un groupe d'anciens étudiants et professeurs de l'université de Gérone, avec l'intention de reproduire des initiatives similaires tel qu'Ecopower en Belgique, Enercoop en France et Greenpeace Energy en Allemagne.
Le principal objectif de cette coopérative est d'offrir à ses partenaires la possibilité de consommer une énergie 100 % renouvelable à un prix similaire à celui de l'électricité conventionnelle. Depuis le 1er octobre 2011, elle est devenue le premier fournisseur d'énergie renouvelable basé en Catalogne à développer des projets rentables d'énergies renouvelables,,,,,,.
En décembre 2019, la coopérative compte plus de 63 000 sociétaires, principalement en Catalogne, mais également dans toute l'espagne avec plus de 107 700 contrats d'électricité.
Elle a reçu le prix Martí Gasull i Roig en 2018 pour son engagement envers la langue catalane. Elle a ultérieurement renoncé à l'usage de cette langue, pour réaliser la majeure partie de ses communications en espagnol.

## Participation

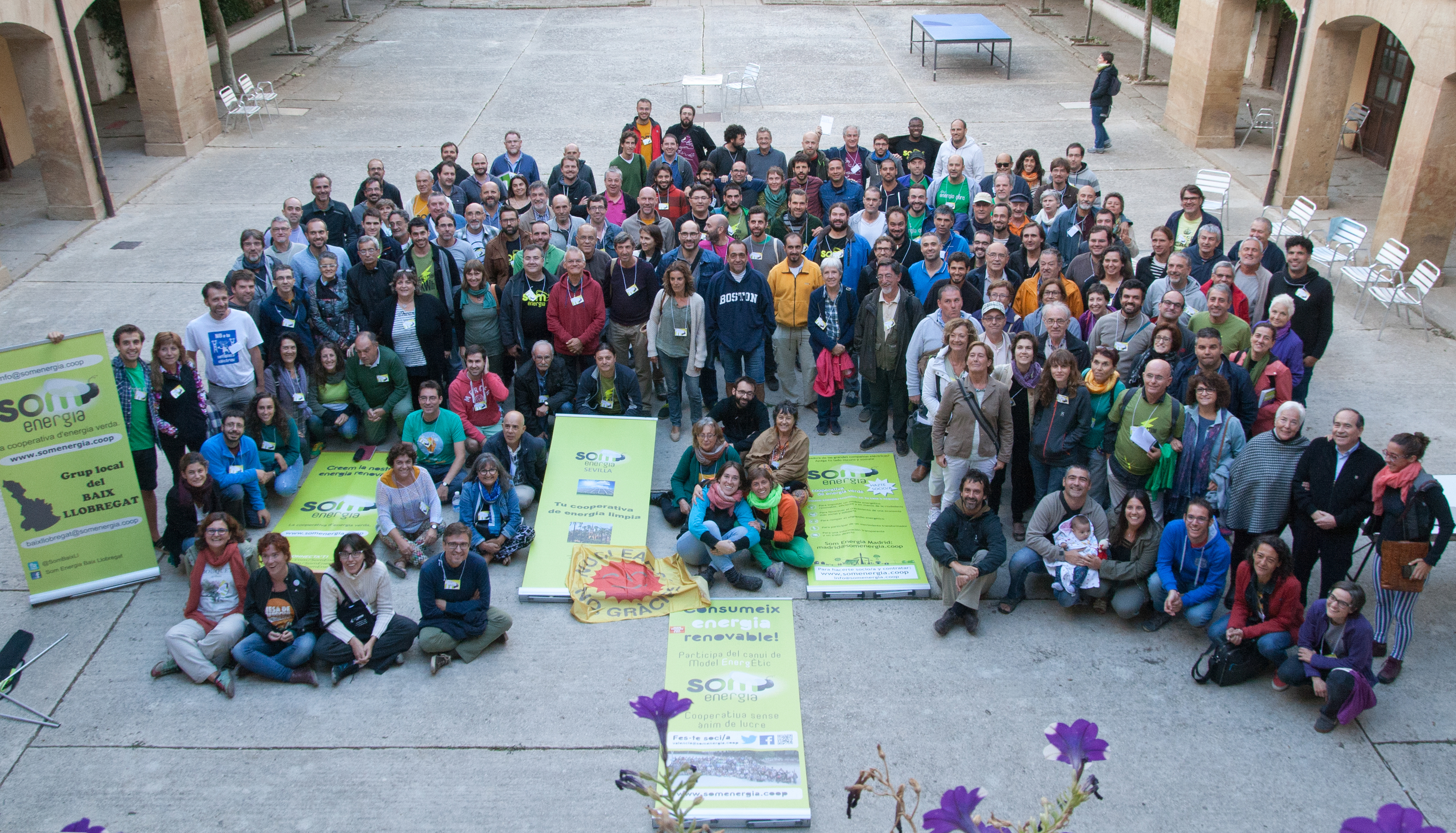
Participants dans l'école de septembre de Som Energia de 2016 en Beire (la Navarre).

La coopérative dispose d'un nombre important de sociétaires qui participent bénévolement au développement du projet, organisés dans des groupes locaux et des commissions de travail, ouvertes à tous les membres.

### Groupes locaux
Les groupes locaux se chargent de promouvoir le projet et sensibiliser au besoin d'une transition énergétique fondée sur des sources renouvelables avec une participation citoyenne par tout le pays moyennant des présentations, en cherchant projets d'énergies renouvelables autour de la propre zone géographique, etc. À l'hiver 2014, il existait 60 groupes locaux répartis en Espagne, un grand nombre d'entre eux étant basés en Catalogne.

### Commissions de travail
Les commissions de travail s'organisent autour de thèmes déterminés, de la commercialisation d'électricité, projets (énergie solaire photovoltaïque, énergie éolienne ...), communication, éducation, etc.
Il y a deux rencontres annuelles entre les sociétaires : l'école de septembre qui consiste à quelques journées de formation et discussion sur coopérativisme énergétique et la rencontre de groupes locaux.

## Projets d'énergies renouvelables
La plupart des projets de la coopérative sont photovoltaïques, elle dispose également d'une usine de biogaz et d'une minicentrale hydroélectrique, mais elle est également engagée sur la biomasse et de l'éoliens de petite envergure. Les projets sont financés par des investissements réalisés par les sociétaires eux-mêmes, par une participation volontaire au capital social ou des titres participatifs. En avril 2012, est ouverte la première souscription au capital, atteignant l'objectif de 3,5 millions d'euros fixés pour mars 2013, grâce à l'investissement de 794 partenaires. En octobre 2017, une seconde collecte de fonds est atteint à hauteur de 5 millions d'euros. En 2019 la compagnie génère 17 GWh/an grâce à ses installations.

### Production photovoltaïque

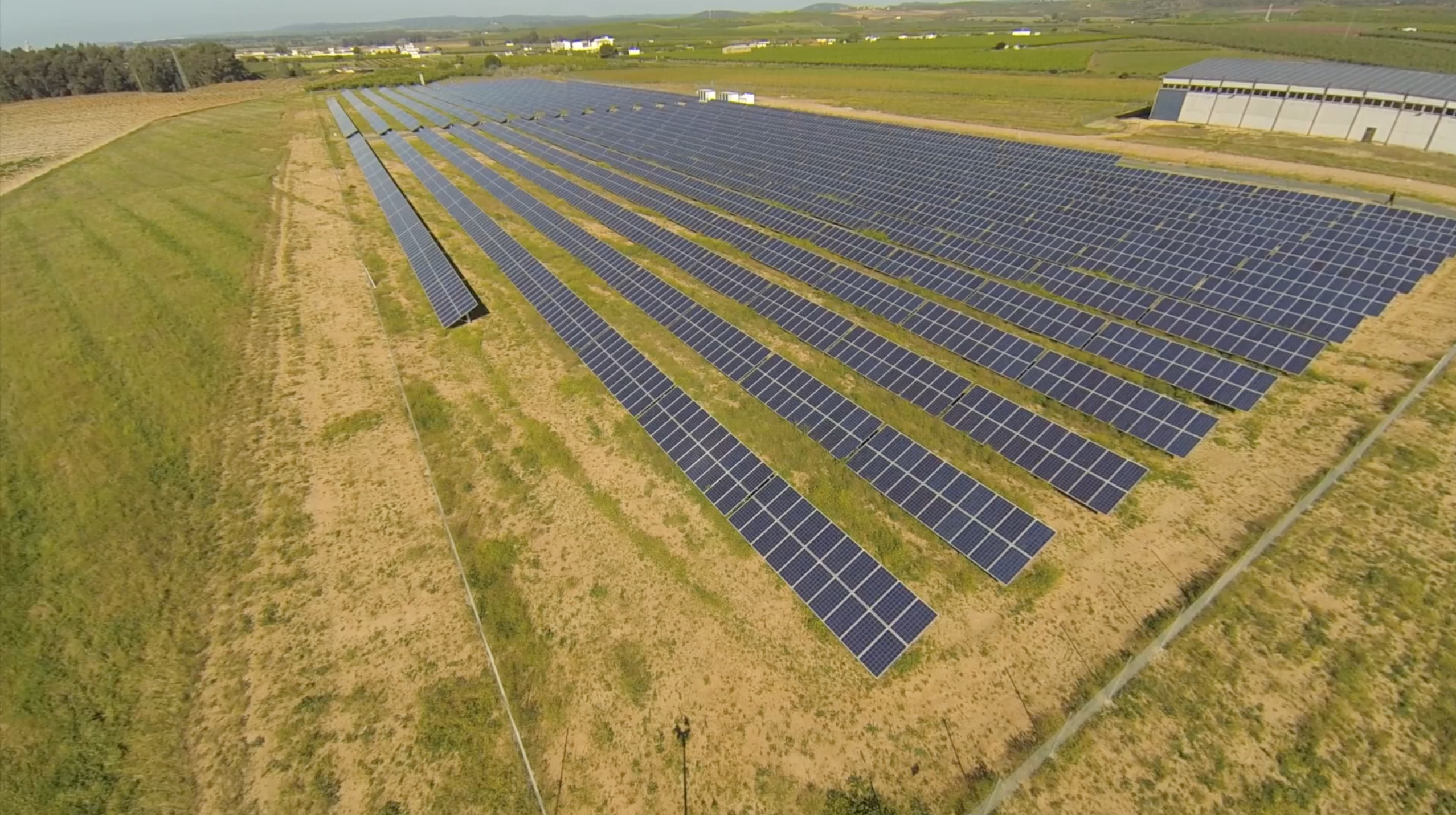
Ferme photovoltaïque d'Alcolea del Río (Séville) promue par Som Energia, la première du pays bâti et opéré sans aide publique. Avec une puissance installée de 2 160 kWp, est entré en fonctionnement en avril de 2016 après un investissement de plus de 2 millions d'euros.

En mars 2012, est mis en fonctionnement son premier projet photovoltaïque, constitué d'un toit de 103,87 KWp installé dans un navire industriel à Lérida, pour une production prévisionnelle annuelle de 140.000 kWh.
En août 2012, un réseau de trois installations photovoltaïques sur les toits municipaux est connecté dans la ville Riudarenas pour une production prévisionnelle annuelle de 86 000 kWh.
En mars 2013, est relié au réseau, 190 kWp en provenance d'une installation photovoltaïque située sur les toits municipaux de Manlleu avec la prévision de générer 270.000 kWh par an.
En mars de 2013, une installation photovoltaïque d'une puissance de 90 kWp est raccordé, sur les toits municipaux de Torrefarrera, avec la prévision de générer 140.000kWh à l'an.
En mars de 2013, est raccordé une installation photovoltaïque, la plus grande du moment. Un toit photovoltaïque de 290 kWp dans un polygone industriel de Picaña, elle produit quelque 512 000 kWh par an.
En 2016, devant les obstacles au développement renouvelable, par l'intermédiaire du système de l'autoproduction partagée, est relié une installation photovoltaïque de 2160 kWp dans la localité sévillane d'Alcolea del Rio.

### Cogénération par biogaz
En juillet 2013, la première centrale de cogénération au biogaz, de 500 kW, est mise en service à Torregrossa. Le biogaz est produit à partir de la fermentation du lisier et d'autres déchets organiques. Cette installation a la capacité de générer 499 kW par heure d'électrique et 540 kW par heure en chaleur ; la production estimée est de 3 992 MWh /an (électrique) et de 4 320 MWh /an (thermique) en plus de traiter 27 000 tonnes de lisier par an.

### Hydro-électricité
En 2015, la coopérative clôture avec succès une augmentation de capital pour l'achat de la petite centrale hydroélectrique de Valteína de 1 MW à Peñafiel (province de Valladolid). La campagne est un succès puisque 800 000 euros sont collectés en moins de 2 heures. Dès l'année suivante, en vertu de l'offre de Som Energia d'en partager la propriété et la gestion, la coopérative EnergÉtica reprend 20 % de la centrale.

### Biomasse
Tordera. En janvier de 2013 est mis en fonctionnement la première installation photovoltaïque de la coopérative, une caldera de biomasse de 80 kW que fonctionne avec astillas forestières. Il est un projet en collaboration avec la Fondation Plate-forme Éducative de Gérone, que sera la propriétaire de l'installation une fois que Som Energia récupère l'investissement réalisé.

## Prix
2011
- Prix Eurosolar d'Espagne, dans la catégorie "organisations locales ou régionales de soutien aux énergies renouvelables"[30].

2012
- Prix Eurosolar d'Europe, dans la catégorie "organisations locales ou régionales de soutien aux énergies renouvelables" ;
- Prix de l'environnement, dans la catégorie "Initiatives de protection et amélioration de l'environnement"[31].

2013
- Prix EcoSi, Reconnaissance des personnes, entreprises et établissements qui œuvrent à la promouvoir d'une culture écologique[32] ;
- Prix Alzina, Reconnaissance du Groupe baléar d'ornithologie et défense de la nature à ces personnes ou des établissements respectueux avec la culture et l'environnement[33].

2014
- VI EnerAgen Awards National Energy EnerAgen Awards décernés par l'Association des agences espagnoles de gestion de l'énergie[34] ;
- Université progressive d'été de Catalogne pour la volonté de changer le modèle énergétique et rendre visible les problèmes du modèle actuel ;
- Prix du public REAS.

2018
- VI #Prix Martí Gasull i Roig à l'exemplarité dans la défense de la langue catalane[35].

### Sources
- « Reportaje sobre Som Energia en el programa Latituds de TV3 »
- « ¿Por qué Som Energia? »
- Artículo científico "Renewable Energy Cooperatives as an instrument towards the energy transition in Spain" publicado en revista 'Energy Policy' (diciembre de 2018)